# Phuket (cidade)
Phuket  é uma cidade localizada no sudeste da ilha homónima, na Tailândia. É a capital da província de Phuket, abrangendo toda a ilha. A partir de 2007, a cidade tem uma população de 75 573 pessoas. Abrange os subdistritos (tambon) Talad Yai e Talad Nuea de Amphoe Mueang Phuket. A cidade é servida pelo Aeroporto Internacional de Phuket. Foi uma das mais cidades atingidas pelo tsunami ocorrido em dezembro de 2004.

## Galeria

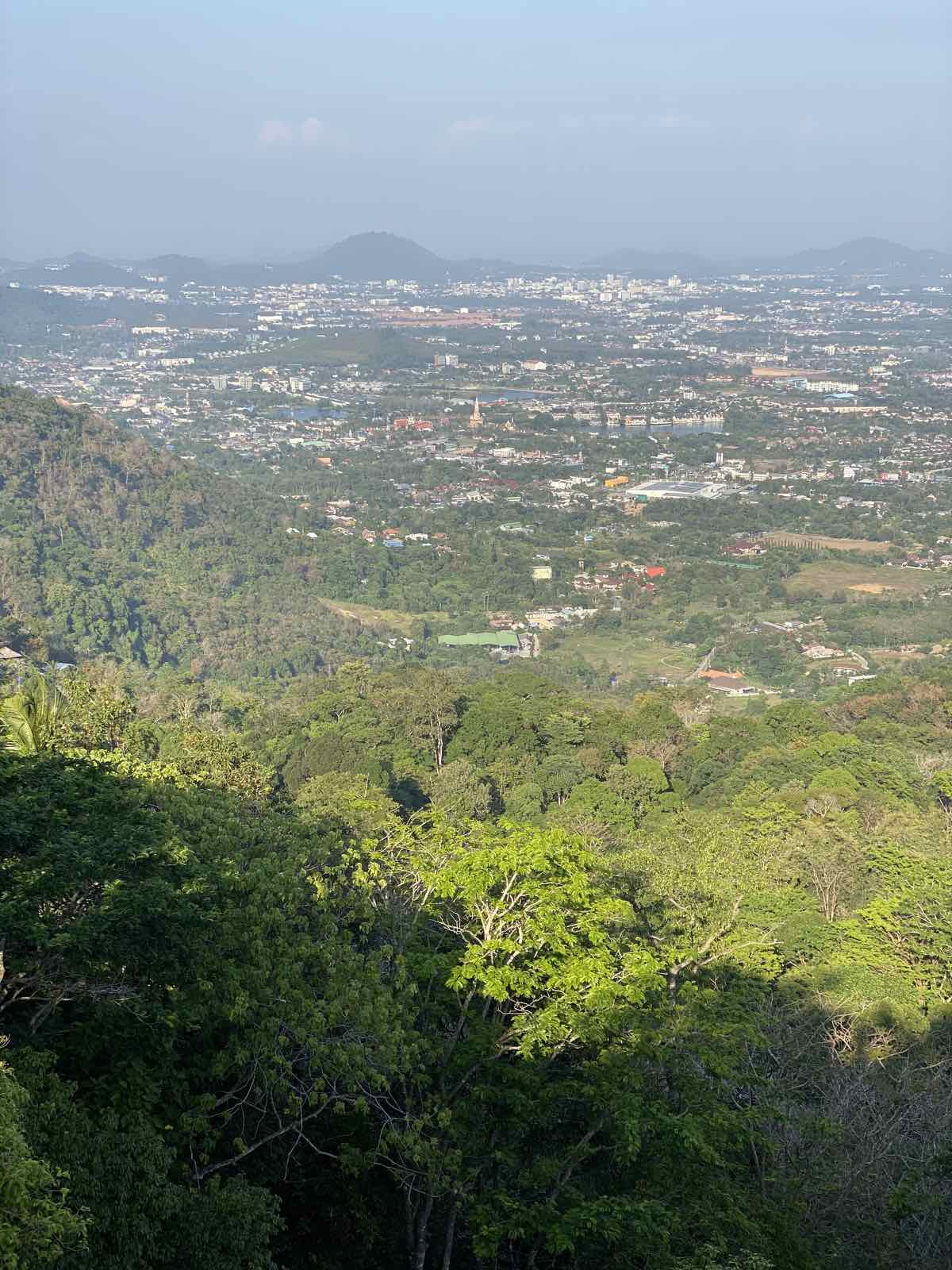
Vista da cidade de Phuket da colina Khao Rang
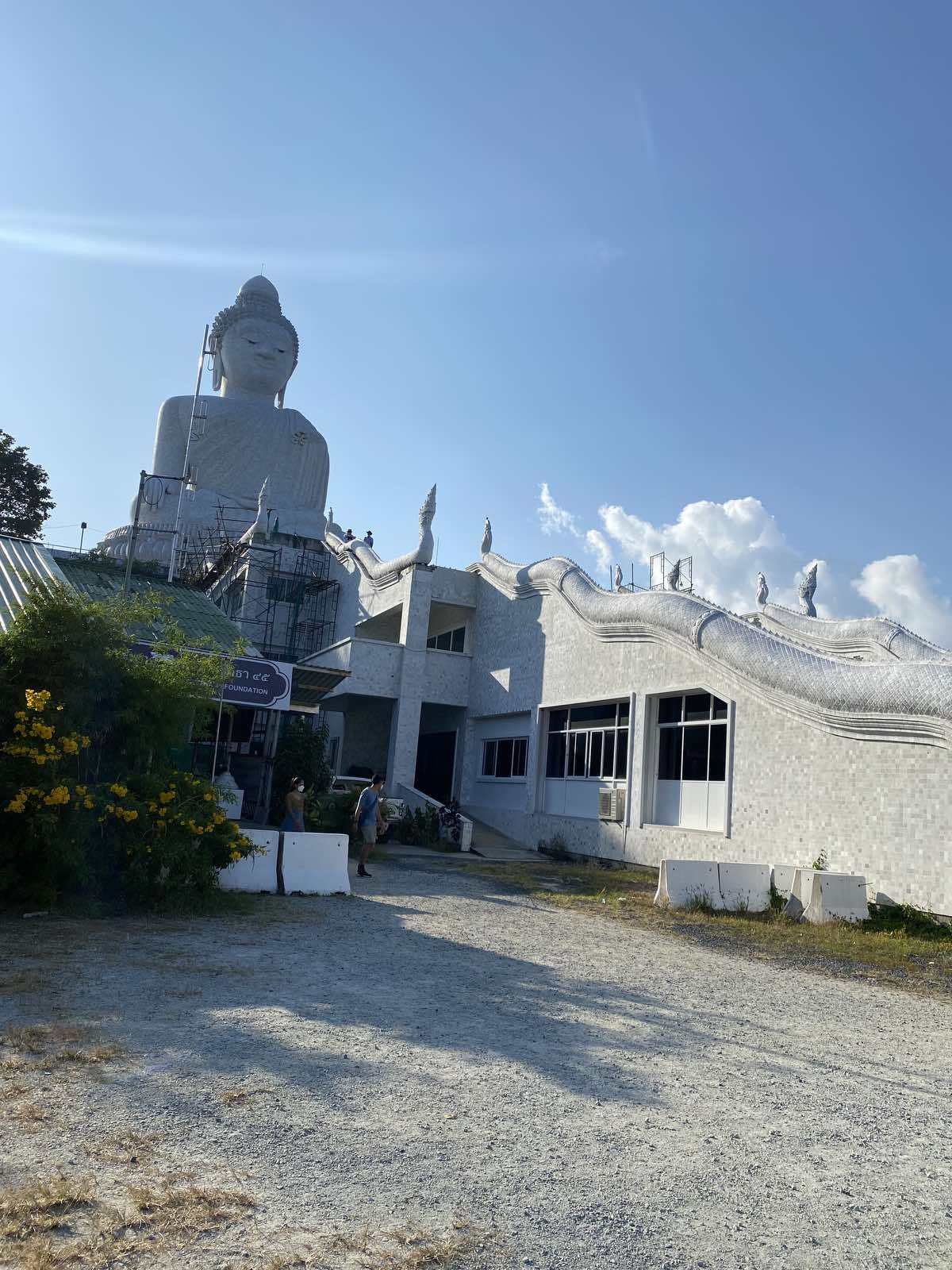
Estátua de Buda na colina de Khao Rang
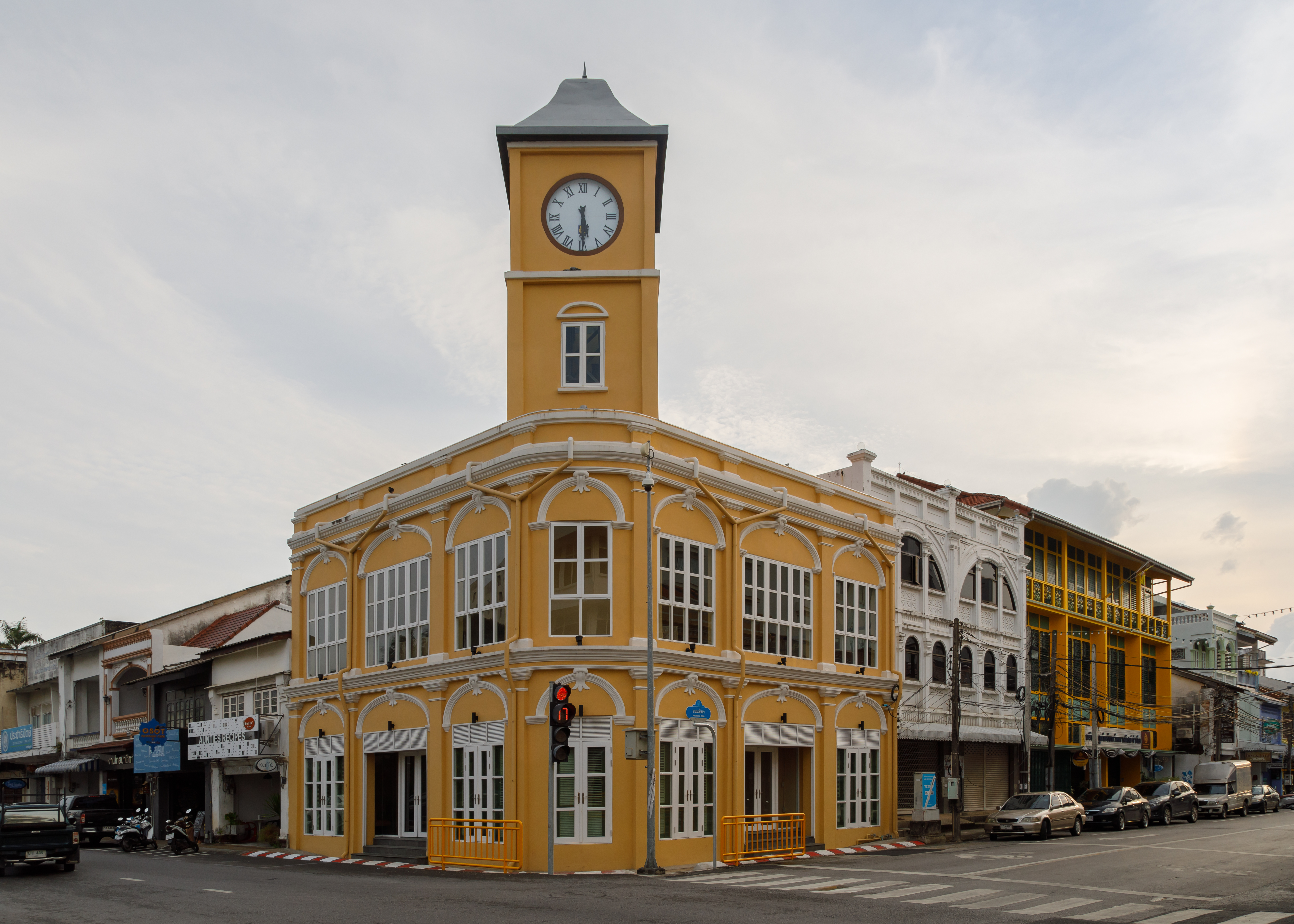
Antigo posto de policia
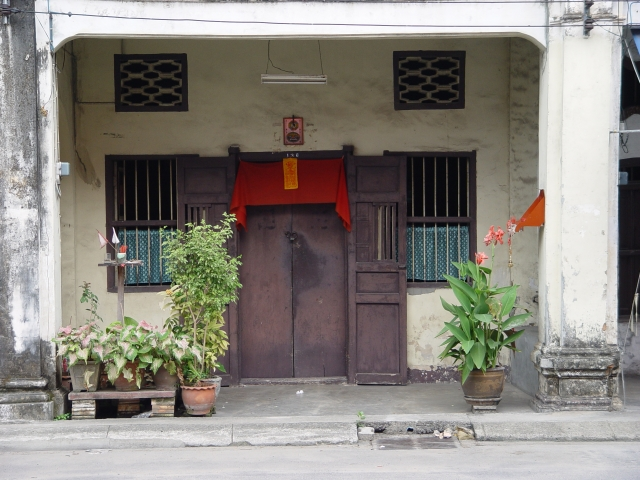
Fachada chinesa
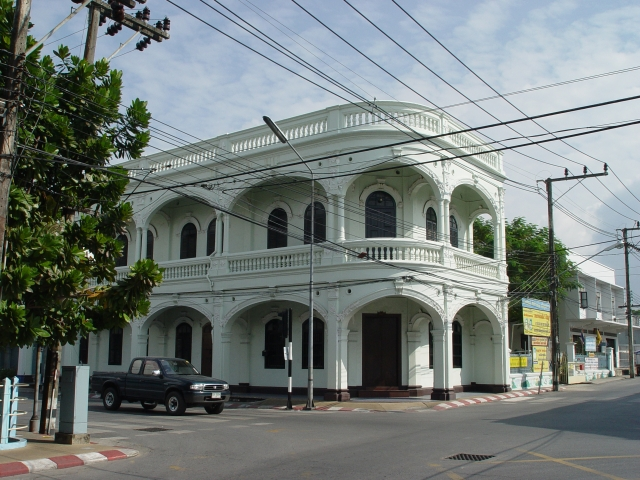
Edificios de estilo colonial português
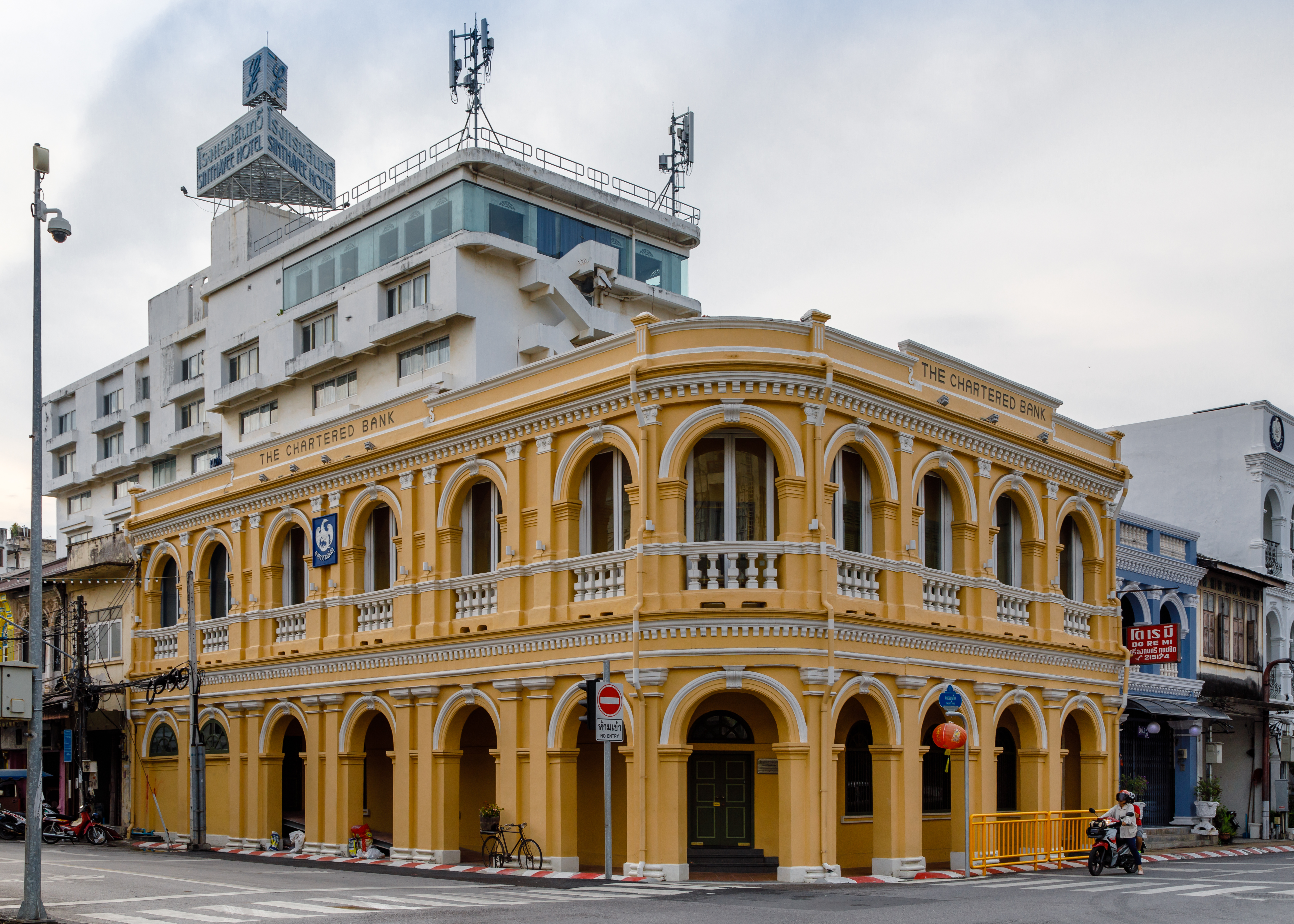
Sede antigo do Banco Siam, hoje Museo dos Babas
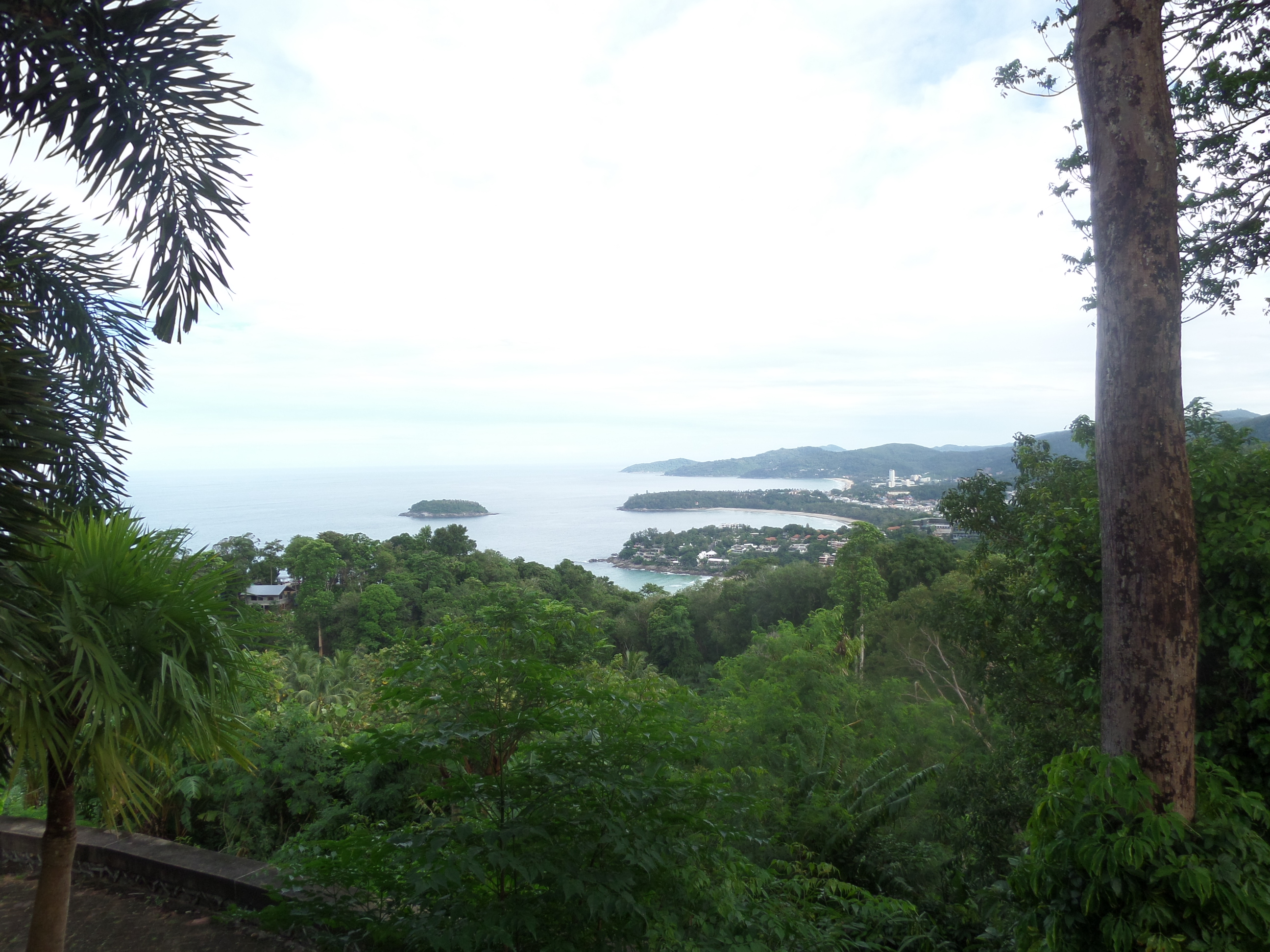